# Alfred Steffen
Alfred Steffen (* 1963 in Bergheim, Erft) ist ein deutscher Fotograf.

## Leben
Alfred Steffen wuchs in der linksrheinischen Kreisstadt Bergheim auf. Dort besuchte er das Gutenberg-Gymnasium. Nach einer Ausbildung zum Fotografen beim Lette-Verein in Berlin begann er 1986 als Fotograf der Lifestyle-Zeitschrift Tempo. Seitdem arbeitet er unter anderem für Zeitschriften und Zeitungen wie Stern, SZ-Magazin (Reihe Sagen Sie jetzt nichts), Max, Vogue oder Zeit. Seine Arbeiten wurden in mehreren Gruppen- und auch Einzelausstellungen ausgestellt und in Büchern veröffentlicht.
Eine der ersten Multimedia-CD-ROMs erschien als Ausstellungskatalog begleitend zu einer Ausstellung seiner Porträts 1994. Während der Love-Parade 1996 porträtierte Steffen 250 Teilnehmer in 25 Stunden. Daraus resultierte das Buch Portrait of a Generation – The Love Parade Family Book, erschienen im Taschen-Verlag. Alfred Steffen betreibt ein Fotostudio in Berlin.

## Werk

### Ausstellungen (Auswahl)
- 1994 „Portraits 86–93“, FNAC-Galerie, Berlin
- 1996 „Portraits - Bekannte Gesichter aus der Gegenwart“[2],  Museum für Kunst und Gewerbe, Forum Fotografie, Hamburg
- 1996 „Ethno - Portraits von Kriegern und Indianern“, PPS Galerie, Hamburg
- 1997 „Portraits - Bekannte Gesichter aus der Gegenwart“, Fototage in Herten

### Bücher (Fotobände, Auswahl)
- 1994 Portraits, Ausstellungskatalog CD-Rom, digital world edition, ISBN 3-930543-00-1
- 1997 Portrait of a Generation - The Love Parade Family Book, Taschen-Verlag, ISBN 3-8228-8178-3
- 2004 One World, Edition Braus[3], ISBN 3-89904-060-0